# Branko Bevanda
Branko Bevanda (Mostar, 21. kolovoza 1937. – Rijeka 6. lipnja 2008.), hrvatski motociklistički as i vrhunski ugostitelj.

## Životopis
Prva ljubav Branka Bevande bili su motori, brzina strast, a od ranog djetinjstva u Mostaru ostao je vezan uz ugostiteljstvo radeći u gostionici svoga oca.
Sredinom pedesetih godina stiže u Rijeku na služenje vojnog roka i tu ostaje sve do svoje smrti. Nakon vojske, Bevanda počinje raditi kao taksist i posvećuje se moto utrkama. U sportskim godinama osam je puta bio prvakom Jugoslavije, a Hrvatske i Slovenije 14 puta. Od profesionalne karijere oprašta se 1978. godine kada je službeno otvorio Automotodrom Grobnik.
Nakon nekoliko godina rada u Njemačkoj, Bevanda se vraća u Rijeku i s prvom suprugom Zdenkom 1971. godine otvara svoj prvi restoran na Biviju, na pola puta između Rijeke i Opatije. Nakon dvije godine, rad nastavlja u Voloskom kraj Opatije, a 2003. seli na opatijski Lido. Rekonstrukcija je izazvala protest riječke Uprave za zaštitu kulturne baštine zbog nepoštivanja konzervatorskih uvjeta prilikom podizanja kata gdje su smještena tri apartmana. U 35 godina rada, restoran “Bevanda” dobio je mnogobrojna strukovna priznanja u zemlji i inozemstvu. Možda je i najznačajnije priznanje "Zlatne ruke" koje mu je Hrvatska obrtnička komora dodijelila za životno djelo 2005. godine.
Sredinom 90-ih bio je direktor HNK Rijeka.
Krajem ožujka 2007. godine, zajedno sa svojom drugom suprugom Valneom, s kojom je bio suvlasnik tvrtke Bevanda d.o.o., prodao je svoj posao riječkoj tvrtki Vila Perivoj d.o.o., u vlasništvu Zorana Maržića.
Umro je nakon duge i teške bolesti u riječkom KBC-u u lipnju 2008.